# Illinka, Sakî
Illinka (în ucraineană Іллінка) este un sat în comuna Sîzivka din raionul Sakî, Republica Autonomă Crimeea, Ucraina.

## Demografie
Componența lingvistică a localității Illinka
     Rusă (75,45%)
     Ucraineană (23,08%)
     Alte limbi (0,95%)
Conform recensământului din 2001, majoritatea populației localității Illinka era vorbitoare de rusă (75,45%), existând în minoritate și vorbitori de ucraineană (23,08%).